# Francisco Miguel Narváez
Francisco Miguel Narváez Machón, detto Kiko (Jerez de la Frontera, 26 aprile 1972), è un ex calciatore spagnolo, di ruolo attaccante.

## Carriera

### Club
Dopo aver esordito nel Cadice nel 1991, nel 1993 si trasferì all'Atletico Madrid, dove rimase per otto anni, contribuendo alla conquista del double nel 1996. Quando il club retrocesse vi rimase ancora per un anno, per poi andare a terminare la carriera a soli trent'anni al CF Extremadura.

### Nazionale
Kiko giocò per la Nazionale spagnola dal 1992 al 1998, totalizzando 26 presenze e 5 reti. Ha vinto il torneo olimpico di calcio del 1992 con le furie rosse (segnando anche un gol all'Italia nei quarti di finale) ed ha partecipato inoltre al campionato d'Europa 1996 e al campionato del mondo 1998. Nel mondiale francese ha segnato due reti nell'inutile partita vinta per 6-1 contro la Bulgaria, poiché la Nazionale fu eliminata nella fase a gironi da Nigeria e Paraguay.

## Statistiche

### Cronologia presenze e reti in nazionale
| Cronologia completa delle presenze e delle reti in nazionale ― Spagna | Cronologia completa delle presenze e delle reti in nazionale ― Spagna | Cronologia completa delle presenze e delle reti in nazionale ― Spagna | Cronologia completa delle presenze e delle reti in nazionale ― Spagna | Cronologia completa delle presenze e delle reti in nazionale ― Spagna | Cronologia completa delle presenze e delle reti in nazionale ― Spagna | Cronologia completa delle presenze e delle reti in nazionale ― Spagna | Cronologia completa delle presenze e delle reti in nazionale ― Spagna |
| Data                                                                  | Città                                                                 | In casa                                                               | Risultato                                                             | Ospiti                                                                | Competizione                                                          | Reti                                                                  | Note                                                                  |
| --------------------------------------------------------------------- | --------------------------------------------------------------------- | --------------------------------------------------------------------- | --------------------------------------------------------------------- | --------------------------------------------------------------------- | --------------------------------------------------------------------- | --------------------------------------------------------------------- | --------------------------------------------------------------------- |
| 16-12-1992                                                            | Siviglia                                                              | Spagna                                                                | 5 – 0                                                                 | Lettonia                                                              | Qual. Mondiali 1994                                                   | -                                                                     |                                                                       |
| 27-1-1993                                                             | Las Palmas                                                            | Spagna                                                                | 1 – 1                                                                 | Messico                                                               | Amichevole                                                            | -                                                                     | 46’                                                                   |
| 28-4-1993                                                             | Siviglia                                                              | Spagna                                                                | 3 – 1                                                                 | Irlanda del Nord                                                      | Qual. Mondiali 1994                                                   | -                                                                     | 56’                                                                   |
| 8-9-1993                                                              | Alicante                                                              | Spagna                                                                | 2 – 0                                                                 | Cile                                                                  | Amichevole                                                            | -                                                                     | 46’                                                                   |
| 17-11-1993                                                            | Siviglia                                                              | Spagna                                                                | 1 – 0                                                                 | Danimarca                                                             | Qual. Mondiali 1994                                                   | -                                                                     | 53’                                                                   |
| 15-11-1995                                                            | Siviglia                                                              | Spagna                                                                | 3 – 0                                                                 | Macedonia                                                             | Qual. Euro 1996                                                       | 1                                                                     | 75’                                                                   |
| 7-2-1996                                                              | Las Palmas                                                            | Spagna                                                                | 1 – 0                                                                 | Norvegia                                                              | Amichevole                                                            | 1                                                                     | 27’                                                                   |
| 24-4-1996                                                             | Oslo                                                                  | Norvegia                                                              | 0 – 0                                                                 | Spagna                                                                | Amichevole                                                            | -                                                                     | 53’                                                                   |
| 15-6-1996                                                             | Leeds                                                                 | Francia                                                               | 1 – 1                                                                 | Spagna                                                                | Euro 1996 - 1º turno                                                  | -                                                                     | 58’                                                                   |
| 18-6-1996                                                             | Leeds                                                                 | Romania                                                               | 1 – 2                                                                 | Spagna                                                                | Euro 1996 - 1º turno                                                  | -                                                                     | 36’                                                                   |
| 22-6-1996                                                             | Londra                                                                | Spagna                                                                | 0 – 0 dts (2 – 4 dtr)                                                 | Inghilterra                                                           | Euro 1996 - Quarti di finale                                          | -                                                                     |                                                                       |
| 4-9-1996                                                              | Toftir                                                                | Fær Øer                                                               | 2 – 6                                                                 | Spagna                                                                | Qual. Mondiali 1998                                                   | -                                                                     |                                                                       |
| 13-11-1996                                                            | Santa Cruz de Tenerife                                                | Spagna                                                                | 4 – 1                                                                 | Slovacchia                                                            | Qual. Mondiali 1998                                                   | -                                                                     | 56’                                                                   |
| 14-12-1996                                                            | Valencia                                                              | Spagna                                                                | 2 – 0                                                                 | Jugoslavia                                                            | Qual. Mondiali 1998                                                   | -                                                                     | 75’                                                                   |
| 30-4-1997                                                             | Belgrado                                                              | Jugoslavia                                                            | 1 – 1                                                                 | Spagna                                                                | Qual. Mondiali 1998                                                   | -                                                                     | 55’                                                                   |
| 8-6-1997                                                              | Valladolid                                                            | Spagna                                                                | 1 – 0                                                                 | Rep. Ceca                                                             | Qual. Mondiali 1998                                                   | -                                                                     | 84’                                                                   |
| 24-9-1997                                                             | Bratislava                                                            | Slovacchia                                                            | 1 – 2                                                                 | Spagna                                                                | Qual. Mondiali 1998                                                   | 1                                                                     | 88’                                                                   |
| 19-11-1997                                                            | Palma di Maiorca                                                      | Spagna                                                                | 1 – 1                                                                 | Romania                                                               | Amichevole                                                            | -                                                                     | 46’                                                                   |
| 25-3-1998                                                             | Vigo                                                                  | Spagna                                                                | 4 – 0                                                                 | Svezia                                                                | Amichevole                                                            | -                                                                     | 46’                                                                   |
| 3-6-1998                                                              | Santander                                                             | Spagna                                                                | 4 – 1                                                                 | Irlanda del Nord                                                      | Amichevole                                                            | -                                                                     | 46’                                                                   |
| 13-6-1998                                                             | Nantes                                                                | Spagna                                                                | 2 – 3                                                                 | Nigeria                                                               | Mondiali 1998 - 1º turno                                              | -                                                                     |                                                                       |
| 19-6-1998                                                             | Saint-Étienne                                                         | Paraguay                                                              | 0 – 0                                                                 | Spagna                                                                | Mondiali 1998 - 1º turno                                              | -                                                                     | 66’ 87’                                                               |
| 24-6-1998                                                             | Lens                                                                  | Bulgaria                                                              | 1 – 6                                                                 | Spagna                                                                | Mondiali 1998 - 1º turno                                              | 1                                                                     | 65’                                                                   |
| 5-9-1998                                                              | Larnaca                                                               | Cipro                                                                 | 3 – 2                                                                 | Spagna                                                                | Qual. Euro 2000                                                       | -                                                                     | 39’                                                                   |
| 23-9-1998                                                             | Granada                                                               | Spagna                                                                | 1 – 0                                                                 | Russia                                                                | Amichevole                                                            | -                                                                     | 68’                                                                   |
| 14-10-1998                                                            | Ramat Gan                                                             | Israele                                                               | 1 – 2                                                                 | Spagna                                                                | Qual. Euro 2000                                                       | -                                                                     | 88’                                                                   |
| Totale                                                                |                                                                       | Presenze                                                              | 26                                                                    |                                                                       | Reti                                                                  | 5                                                                     |                                                                       |

## Palmarès

### Club
- Campionato spagnolo: 1

Atletico Madrid: 1995-1996
- Coppa di Spagna: 1

Atletico Madrid: 1995-1996

### Nazionale
- Oro olimpico: 1

Barcellona 1992